# Meioneta uta
Meioneta uta är en spindelart som först beskrevs av Chamberlin 1920.  Meioneta uta ingår i släktet Meioneta och familjen täckvävarspindlar. Inga underarter finns listade i Catalogue of Life.